# Atomic Planet Entertainment
Atomic Planet Entertainment est un studio de développement de jeux vidéo britannique fondé en 2000. Il a fermé ses portes en 2009.

## Ludographie
- 2000 : DinoIsland sur téléphones portables
- 2002 : Mike Tyson Heavyweight Boxing sur PlayStation 2 et Xbox
- 2002 : Aero the Acro-Bat sur Game Boy Advance
- 2002 : Zapper : Le Criquet ravageur ! sur Game Boy Advance
- 2003 : Super Puzzle Fighter II Turbo sur Game Boy Advance
- 2003 : Superstar Dance Club sur PlayStation
- 2003 : Sennari Darts sur téléphones portables
- 2004 : Robin Hood: Defender of the Crown sur Xbox et PC
- 2004 : Mega Man Anniversary Collection sur PlayStation 2, Xbox et PC
- 2004 : The Guy Game sur PlayStation 2
- 2004 : Jackie Chan Adventures sur PlayStation 2
- 2004 : Gametrak: Dark Wind sur PlayStation 2 (avec le contrôleur Gametrak)
- 2004 : Miami Vice sur PlayStation 2, Xbox et PC
- 2005 : 10 Pin: Champions Alley sur PlayStation 2
- 2005 : Ultimate Pro Pinball sur PlayStation 2 et Xbox
- 2005 : Stealth Force: The War on Terror sur PlayStation 2 et Xbox
- 2005 : Perfect Ace 2 sur PlayStation 2 et PC
- 2005 : Taito Legends sur PlayStation 2, Xbox et PC
- 2005 : Red Baron sur PlayStation 2 et PC
- 2005 : WWII: Soldier sur PlayStation 2 et PC
- 2006 : Beverly Hills Cop sur PlayStation 2
- 2006 : Daemon Summoner sur PlayStation 2
- 2006 : Taito Legends 2 sur PlayStation 2, Xbox et PC
- 2006 : Family Feud sur PlayStation 2, PC et Game Boy Advance
- 2006 : Jumanji sur PlayStation 2
- 2007 : Le Petit Monde de Charlotte sur PlayStation 2
- 2007 : Top Gun sur PlayStation 2
- 2007 : Bob le bricoleur sur PlayStation 2
- 2007 : History Channel: Great Battles of Rome sur PlayStation 2 et PlayStation Portable
- 2007 : AMF Bowling Pinbusters sur Wii
- 2007 : Jenga World Tour sur Wii et Nintendo DS
- 2007 : Arctic Tale sur Wii et Nintendo DS
- 2008 : Sea Monsters: A Prehistoric Adventure sur PlayStation 2, Wii et Nintendo DS
- 2008 : Le Dragon des mers : La Dernière Légende sur PlayStation 2 et Nintendo DS
- 2008 : Skyscraper sur PlayStation 2, Wii et PC
- 2008 : Stealth Force 2 sur PlayStation 2 et PC